# Aspidogyne
Aspidogyne é um género botânico pertencente à família das orquídeas (Orchidaceae). Foi estabelecido por Garay em Bradea, Boletim do Herbarium Bradeanum 2: 200, em 1977, ao transferir estas espécies do gênero Erythrodes. O nome vem do grego aspis, escudo, e gyne, cavidade, em referência ao grande rostelo com margens curvas de suas flores, que lembra com um escudo. A Aspidogyne foliosa (Poepp. & Endl.) Garay, anteriormente Pelexia foliosa Poepp. & Endl. é a espécie tipo deste gênero.
Aspidogyne agrupa cerca de 46 pequenas espécies terrestres, distribuídas por todo o território brasileiro, e desde a Guatemala até o norte da Argentina, do nível do mar até dois mil metros de altitude, em locais sombrios com solos úmidos, às margens dos rios, e em fendas de rochas.
É um gênero muito próximo de Microchilus, do qual difere pelo rostelo de suas flores que é inteiro e rompe-se quando o viscídio é removido.
São plantas de flores pequenas, pouco comuns em cultivo pois não são prontamente identificadas como orquídeas quando sem flores.
Não têm pseudobulbos, as folhas são herbáceas, agrupadas na extremidade dos caules, verde escuras, muitas vezes apresentando veias cinzentas. Apresentam longa inflorescência apical com algumas ou muitas flores pequenas agrupadas próximas à extremidade, geralmente brancas, verdes ou alaranjadas por vezes maculadas de marrom. O labelo de suas flores prolonga-se na base formando calcar.
Em 2002, a reorganização do gênero Erythrodes, que agora possui representantes apenas no sudeste asiático, deixou por reclassificar a espécie brasileira Erythrodes fissirostris Brade & Pabst, do grupo metallescens. Como as outra espécies desse grupo foram subordinadas a Aspidogyne, supomos que aqui deveria constar esta também.

## Espécies
1. Aspidogyne argentea (Vell.) Garay, Bradea 2: 203 (1977)
2. Aspidogyne bidentifera (Schltr.) Garay, Bradea 2: 203 (1977)
3. Aspidogyne boliviensis (Cogn.) Garay, Bradea 2: 201 (1977)
4. Aspidogyne brachyrrhyncha (Rchb.f.) Garay, Bradea 2: 204 (1977)
5. Aspidogyne bruxelii (Pabst) Garay, Bradea 2: 203 (1977)
6. Aspidogyne carauchana Ormerod, Taiwania 54: 45 (2009)
7. Aspidogyne chocoensis Ormerod, Taiwania 54: 46 (2009)
8. Aspidogyne commelinoides (Barb.Rodr.) Garay, Bradea 2: 201 (1977)
9. Aspidogyne confusa (C.Schweinf.) Garay, Bradea 2: 201 (1977)
10. Aspidogyne costaricensis Ormerod & M.A.Blanco, Harvard Pap. Bot. 14: 111 (2009)
11. Aspidogyne cruciformis Ormerod, Harvard Pap. Bot. 13: 55 (2008)
12. Aspidogyne decora (Rchb.f.) Garay & G.A.Romero, Harvard Pap. Bot. 3: 53 (1998)
13. Aspidogyne fimbrillaris (B.S.Williams) Garay, Bradea 2: 203 (1977)
14. Aspidogyne foliosa (Poepp. & Endl.) Garay, Bradea 2: 201 (1977)
15. Aspidogyne gigantea (Dodson) Ormerod, Taiwania 50: 5 (2005)
16. Aspidogyne goaltalensis Ormerod, Harvard Pap. Bot. 13: 57 (2008)
17. Aspidogyne grandis (Ormerod) Ormerod, Harvard Pap. Bot. 11(2): 147 (2007)
18. Aspidogyne grayumii Ormerod, Harvard Pap. Bot. 11: 147 (2007)
19. Aspidogyne harlingii Ormerod, Harvard Pap. Bot. 14: 115 (2009)
20. Aspidogyne herzogii (Schltr.) Ormerod, Harvard Pap. Bot. 11: 147 (2007)
21. Aspidogyne hylibates (Rchb.f.) Garay, Bradea 2: 202 (1977)
22. Aspidogyne hyphaematica (Rchb.f.) Garay, Bradea 2: 204 (1977)
23. Aspidogyne kuczynskii (Porsch) Garay, Bradea 2: 203 (1977)
24. Aspidogyne lindleyana (Cogn.) Garay, Bradea 2: 202 (1977)
25. Aspidogyne longibracteata (Soroka) Ormerod, Harvard Pap. Bot. 13: 57 (2008)
26. Aspidogyne longicornu (Cogn.) Garay, Bradea 2: 202 (1977)
27. Aspidogyne malmei (Kraenzl.) Garay, Bradea 2: 202 (1977)
28. Aspidogyne mendoncae (Brade & Pabst) Ormerod, Harvard Pap. Bot. 13: 58 (2008)
29. Aspidogyne metallescens (Barb.Rodr.) Garay, Bradea 2: 204 (1977)
30. Aspidogyne misera (Ormerod) Ormerod, Harvard Pap. Bot. 11: 148 (2007)
31. Aspidogyne mosaica Ormerod, Oasis Suppl. 3: 3 (2004)
32. Aspidogyne mystacina (Rchb.f.) Garay, Bradea 2: 204 (1977)
33. Aspidogyne popayanensis Ormerod, Harvard Pap. Bot. 11: 150 (2007)
34. Aspidogyne pumila (Cogn.) Garay, Bradea 2: 204 (1977)
35. Aspidogyne rariflora (Lindl.) Garay, Bradea 2: 204 (1977)
36. Aspidogyne repens (Poepp. & Endl.) Garay, Bradea 2: 202 (1977)
37. Aspidogyne robusta (C.Schweinf.) Garay, Bradea 2: 203 (1977)
38. Aspidogyne roseoalba (Dressler) Ormerod, Harvard Pap. Bot. 11: 150 (2007)
39. Aspidogyne rotundifolia (Ormerod) Ormerod, Harvard Pap. Bot. 13: 58 (2008)
40. Aspidogyne steyermarkii Carnevali & Foldats, Ann. Missouri Bot. Gard. 76: 596 (1989)
41. Aspidogyne stictophylla (Schltr.) Garay, Bradea 2: 204 (1977)
42. Aspidogyne sumacoensis Ormerod, Harvard Pap. Bot. 13: 58 (2008)
43. Aspidogyne tuerckheimii (Schltr.) Garay, Bradea 2: 204 (1977)
44. Aspidogyne utriculata (Dressler) Szlach., Fragm. Florist. Geobot., Suppl. 3: 115 (1995)
45. Aspidogyne vesiculosa Ormerod, Harvard Pap. Bot. 9: 392 (2005)
46. Aspidogyne zonata Ormerod, Harvard Pap. Bot. 11: 152 (2007)